# Jordi Domènech i Navarro
Jordi Domènech i Navarro és un actor de teatre, televisió i cinema, i també ha treballat a la ràdio. Va crear un podcast sobre doblatge, La Vermella, dintre del catàleg de Catalunya Ràdio.